# スワンプシング
『スワンプシング』（英: Swamp Thing）は、DCコミックスの出版するアメリカン・コミックスのタイトル。また、作品に登場するスーパーヒーローの名前。

## 概要

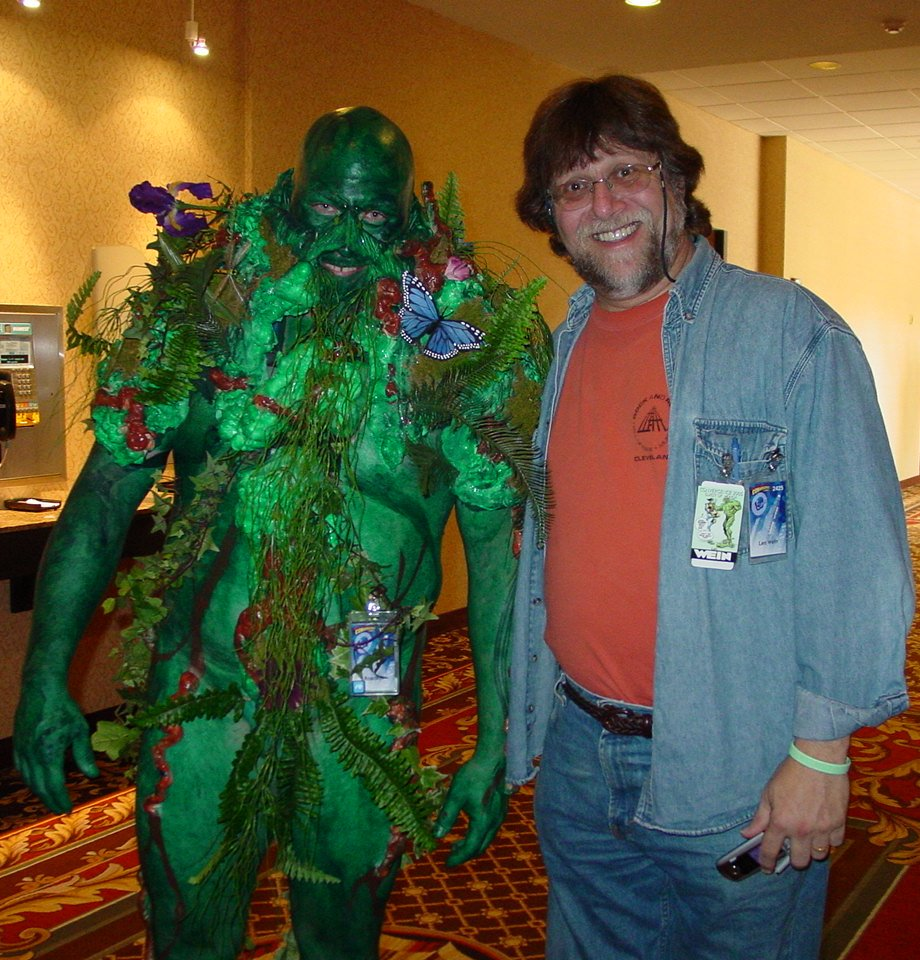
レン・ヴァインとスワンプシングのコスプレイヤー。2005年のコミコンにて

初出は『ハウス・オブ・シークレッツ』誌92号（1971年7月）に掲載の読みきりホラー作品。レン・ウェインとバーニー・ライトソンによって創造された。
舞台は20世紀前半。科学者アレックス・オルセン（Alex Olsen）は、彼の妻リンダに横恋慕した同僚ダミアン・リッジ（Damian Ridge）が仕掛けた爆弾によって研究室ごと爆破された。吹き飛ばされ、沼に落ちたアレックス・オルセンは、化学薬品と爆発の衝撃によって沼の中でスワンプシングに変異する。巨大な怪物に変わったアレックスは事件へのダミアンの関与を疑い始めたリンダが口封じされる前に、ダミアンを殺害してリンダを救い、自らの復讐にも成功した。だが、スワンプシングは声を発することが出来なかったため、命を救われたリンダは最後まで彼の正体（スワンプシング＝アレックス）に気付かなかった。
コミック作品全般が好況を迎えていく中で、本タイトルの人気は低迷していた。編集者となったレン・ウェインは、1983年、イギリスで活躍していたアラン・ムーアを原作者に起用し、ムーアの打ち出すホラーとファンタジーの文脈によって社会や環境問題を描くという実験的なストーリー展開により、スワンプシングを徹底的に解体・再構築した。これにより新タイトル『サーガ・オブ・スワンプシング』誌は新たな人気タイトルとして蘇った。

## 登場人物
アレック・ホランド/スワンプシング
植物学者。ルイジアナ州の沼辺に作った実験室で、植物の成長を促進する薬剤（植質組織復元剤）を開発中、薬品を狙う秘密結社コンクラーベの Mr. E ことネイサン・エラリー（Nathan Ellery）が仕掛けたダイナマイトの爆発によって実験室ごと吹き飛ばされる。焼けただれた全身に薬品を浴び、沼に転落した結果、植物と同化した生命体スワンプシングとなった。
アラン・ムーアによる新シリーズでは変身したのではなく、沼の植物に死んだアレックの意識が憑依したという設定になっている。
パメラ・リリアン・アイズリー/ポイズン・アイビー
アレックの元同僚。『バットマン』の悪役。
ジェイソン・ウッドルー博士/フロロニックマン
アレックの恩師。元々は異次元世界フローリアの住人だが地球に追放されていた。
初出時はプラントマスターと名乗っており、身体を縮小するヒーロー『アトム』と戦い敗北。その後、特殊な薬品によって植物人間フロロニックマンに進化した。
エイブリー・カールトン・サンダーランド将軍
元軍人の企業家。サンダーランド・コーポレーションの社長で、植質組織復元剤の秘密を求めてスワンプシングとその関係者を狙う。
エトリガン・ザ・デーモン
本名ジェイソン・ブラッド。アーサー王の騎士だったが、悪魔エトリガンに憑依され不死となった。内面に棲む悪魔と戦いながら、地上の邪まな者どもと戦い続けるダークヒーロー。
アントン・アーケイン
不死を追い求めるマッド・サイエンティスト。スワンプシングの不死の肉体を狙う宿敵。
マット・ケーブル
元国防総省情報部の諜報員。アレック・ホランドの親友だった。
アビゲイル（アビー）・ケーブル
アントン・アーケインの姪で、マットの妻。トランシルバニア生まれで白い髪を持つ美女。
リンダ・ホランド
アレック・ホランドの妻。コンクラーベによって殺害され、遺体は国防総省情報部によって違法に解剖される。
ジョン・コンスタンティン
特殊な能力を持ったエクソシスト。

## 書誌情報

### 翻訳版
- スワンプシング

アラン・ムーア原作、スティーブン・ビセット&ジョン・タトルベン作画、石川裕人翻訳
小学館集英社プロダクション、2010年8月31日発売、ISBN 978-4796870733

### 原語版
第1期
- House of Secrets #92 and #1–13: レン・ウェイン
- #14–18, 21–22: David Michelinie
- #19–20, 23: Gerry Conway
- #24: Gerry Conway/David Anthony Kraft

第2期
- Annual 1 : ウェス・クレイヴンによる映画『怪人スワンプシング 影のヒーロー 』を題材とした作品で、作者はブルース・ジョーンズ（英語版）。
- #1–13, 16–19: Martin Pasko
- #14–15: Dan Mishkin
- #20–58, 60–61, 63–64, Annual 2: アラン・ムーア
- #59: スティーブン・ビセット、ジョン・タトルベン、 アラン・ムーア、 Rick Veitch
- #62, Annual 3, 65–76, 79–87: Rick Veitch
- #77: Jamie Delano
- #78, Annual 4: Stephen Bissette
- Annual 5 (Neil Gaiman's Midnight Daysとして復刊): ニール・ゲイマン
- #88–100, 102–109: Doug Wheeler
- #101: Andrew Helfer
- Annual 6, #110–115, 117–125, 127–138, Annual 7: ナンシー・A・コリンズ
- #116, 126, 139: Dick Foreman
- #140–143: Grant Morrison and Mark Millar
- #144–171: マーク・ミラー
- Swamp Thing—Roots: Jon J. Muth (読みきり)

第3期
- #1–20: Brian K. Vaughan
- #1 Secret Files 2000: Brian K. Vaughan, Michael Zulli, Alisa Kwitney
- Winter's Edge III: Brian K. Vaughan

第4期
- #1–6: Andy Diggle
- #7–8: Will Pfeifer
- #9–29: Joshua Dysart

第5期
- #1-18: Scott Snyder

その他
- Brightest Day Aftermath: The Search #1–3:  Jonathan Vankin

DCコミックスのクロスオーバー作品『ブライテスト・デイ』のタイイン

## 映画
怪人スワンプシング 影のヒーロー (Swamp Thing)（1982年）
監督 - ウェス・クレイヴン。
怪人スワンプシング (The Return of Swamp Thing)（1989年）
上記作品の続編。
(Swamp Thing) (TBA)
監督 - ジェームズ・マンゴールド、演 - TBA
DCユニバースの作品。ジェームズ・マンゴールドが脚本を務める。

## ドラマ
スワンプシング (1990年のテレビドラマ)（1990年-1993年）
演 - ディック・デュロック
スワンプシング (2019年のテレビドラマ)（2019年）
演 - アンディー・ビーン/デレク・ミアーズ

## アニメ
スワンプシング (アニメ)（1990年-1991年）
声 - レン・カールソン
ジャスティス・リーグ:ダーク（2017年）
声 - ロジャー・クロス
バットマン&ハーレイ・クイン（2017年）
声 - ジョン・ディマジオ
ジャスティス・リーグ・アクション (2016年-2018年)
声 - マーク・ハミル

## ゲーム
LEGO バットマン3 ザ・ゲーム ゴッサムから宇宙へ（2014年）
声 - JB・ブラン
プレイアブルキャラクターとして登場。
インジャスティス2（2017年）
声 - フレッド・タタショア
プレイアブルキャラクターとして登場。